# Kuliffay Ede
Kuliffay Ede (Mácsa (Pest megye), 1839. április 15. – Budapest, 1881. április 7.) a budapesti Nemzeti Színház altitkára, költő, publicista, Beniczky Irma írónő férje. 

## Életpályája
Kuliffay János, Grassalkovics herceg gazdatisztje és Tóth Anna fia. Miután a gimnázium I-IV. osztályát 1848-51-ben Vácon, az V-VI. 1851-53-ban Pesten, a VII. és VIII. 1853-55-ben Nagyszombatban elvégezte, papnövendék lett és rokona Kuliffay István pozsonyi kanonok közbenjárására a bécsi Pazmaneumba küldetett, hol 1856-tól 1858-ig tanult; a papi pályát azonban felszenteltetése előtt elhagyta és hírlapíró lett Pesten. Még kispap korában Lászlófi névvel írt a pesti lapokba; 1859-től 1862-ig a pesti egyetemen jogot hallgatott. Azután az Idők Tanuja mellett dolgozott és a Vahot Imre Napkeletének segédszerkesztője volt. 1860-ban nőül vette beniczei és micsinyei Beniczky Irma írónőt. 1874-től fogva a budapesti Nemzeti Színház segédtitkára volt.
Költeményei a következő lapokban és évkönyvekben jelentek meg: Magyar Néplap (1857.), Családi Lapok (1857.), Kalauz (1857.), Divatcsarnok (1858-61., 1863), Vasárnapi Ujság (1858. Czifra Panna, dicséretet nyert pályamű, 1859-1863., 1869.), Napkelet (1858-60.), Hölgyfutár (1859-60.), Nővilág (1859.), Népujság (1859-60. Magyarország tündérország és költ. 1860.), a Magyar Ifjúság Évkönyve (1860.), Tanférfiak, szülők és nevelők Évkönyve (Pest, 1860.), Családi Kör (1862. 45. szám, Budavár visszafoglalása); írt még a neje által szerkesztett lapokba; a Kis Vasárnapi Ujságba (1873.), az Irodalmi Lapokba (1879.), a Magyar Háziasszonyba (1882.); a Képes Családi Lapokba (melynek első 1879. segédszerkesztője volt, költemények Chamisso, Hoffmann Ferencz után), és a Szegedi Hiradónak is munkatársa volt. Magyarázó szöveget írt többekkel együtt a Magyar Történelmi Képcsarnokba (Pest, 1860.),

## Munkái
1. Fehér rózsák. Emlékül egy piros rózsának. Költeményfüzér. Pest, 1860. (Ism. Hölgyfutár 111. sz.).
2. Szentelt koszorú. Költeményfüzér. Kiadta Garay Alajos. Ugyanott, 1862.
3. Magyarország története a legrégibb időktől korunkig. Uo. 1871. Két kötet. (Kis Nemzeti Muzeum 11., 12.),
4. A szabadság hősei és vértanu. Uo. 1872. Két kötet. (Kis Nemzeti Muzeum 17., 18.)
5. Young A., Az elveszett okmányok. Angol-amerikai elbeszélés. Ford. Uo. 1872.
6. Nemzeti Lant. Magyar költők válogatott versei a Kazinczytól maig. Összeállította. Uo. About után ford. Bpest. 1876. (Nemzeti Szinház Könyvtára 97.).
7. Erdély története az ősidőktől korunkig. Uo. 1876.
8. Rita. Víg dalmű 1. felv. Vaëz Gusztáv után ford., zenéje Donizettitől. Uo. 1879. (N. Sz. K. 133. először a nemzeti szinházban 1880. márcz. 4.)
9. Cselre cselt, víg dalmű 1 felv. Kastelli J. T. után ford. Uo. 1884. (N. Sz. K. 153.).

Szerkesztette a Magyar Hirlapot 1877-től 1879. ápr. 13-ig Budapesten.
Kéziratban fordított szinművei: Budapesten, vígjáték 4 felvonásban Schveitzer J. B. után, először Pesten a nemzeti szinházban 1877. aug. 25. és sokáig műsoron maradt; A nagyzás hóbortja, vígj. 4 felv. Rosen Gyula után ford., először 1878. máj. 12.; Három gyertyatartó, vígj. 1 felv. Grangé E. és Bernard V. után, jún. 2., Permeteg eső, vígj. 1 felv. Pailleron után, nov. 10.